# Viladecavalls
Viladecavalls è un comune spagnolo di 6 383 abitanti situato nella comunità autonoma della Catalogna.